# 前线飞行章
前线飞行章（德语：Frontflugspange）是纳粹德国空军在二战中颁发的一种奖章，根据授予对象的不同可分为侦查、运输、空战、远距离空战、夜战、对地支援、轰炸等种类。长约3英寸，宽1英寸。根据其执行任务的次数可分为黄金、白银、青铜等材质，以空战为例，达到相应证章的底线分别为执行100、60与20次任务。1944年4月以后在奖章下方添加了执行任务次数的标牌，例如汉斯·鲁德尔就获得了标有2000的对地支援前线飞行章。